# Martin Scheffler

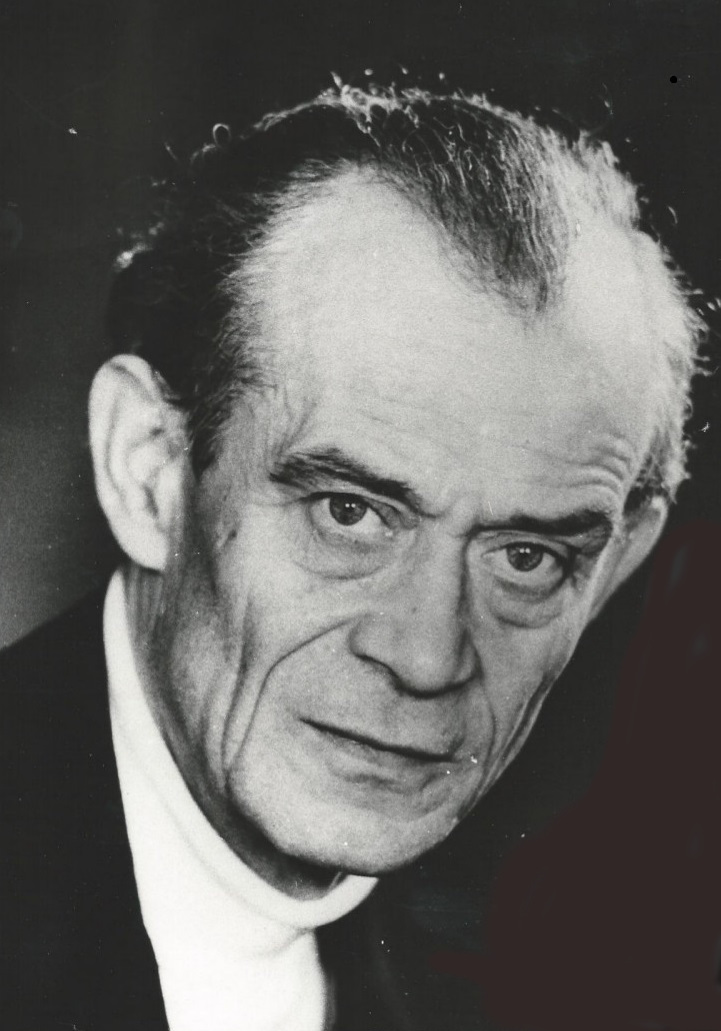
Martin Scheffler

Martin Scheffler (* 18. September 1919 in Leipzig; † 24. August 2013 ebenda; vollständiger Name: Martin Alfred Scheffler) war ein deutscher Maschinenbauingenieur und Hochschullehrer.

## Leben
Nach dem Abitur an der Nikolaischule in Leipzig wurde Scheffler 1938 zum Wehrdienst eingezogen und als Funker ausgebildet. Während des Zweiten Weltkriegs war er hauptsächlich in Norwegen am Fliegerhorst Bardufoss stationiert und dort nach der Absolvierung eines kurzen Lehrgangs an der Luftwaffenschule Halle (Saale) zum Leutnant befördert worden.
Er geriet nach Kriegsende erst in amerikanische und anschließend in sowjetische Gefangenschaft. Die ein Jahr währende amerikanische Gefangenschaft verbrachte er zum größten Teil im französischen Attichy. Zuvor jedoch durchlief er die berüchtigten Rheinwiesenlager in Bad Kreuznach. Nach der Entlassung aus der amerikanischen Gefangenschaft wurde er, auf dem Heimweg befindlich, in sowjetische Gefangenschaft genommen und verbrachte drei Jahre in Lagern im Gebiet um Moskau.
Aus der sowjetischen Gefangenschaft kam er 1949 zurück nach Markkleeberg und begann als Konstrukteur beim VEB Verlade- und Transportanlagen „Paul Fröhlich“, vormals Bleichert, zu arbeiten. Dort war er bis 1961 beschäftigt. Zuletzt hatte er die Stelle des Haupttechnologen inne.
Von 1951 bis 1958 absolvierte er an der Technischen Hochschule Dresden ein Fernstudium, das er mit der Diplomarbeit über den „Fahrseilzug bei Kabelkranen“ abschloss. An dieser Hochschule hatte er 1942 und 1943 bereits zwei Semester Maschinenbau studiert. Unmittelbar nach Abschluss des Fernstudiums setzte er seine wissenschaftliche Laufbahn mit einer außerplanmäßigen Aspirantur an der Fakultät Maschinenwesen der TH Dresden fort und verteidigte 1963 seine Dissertation „Der Gleichlauf von Verladebrücken mit zentralem und getrenntem Brückenfahrantrieb“ mit magna cum laude und wurde zum Doktoringenieur promoviert. 
Im Jahr 1961 erhielt er die Berufung zur Wahrnehmung einer Professur für den Lehrstuhl „Fördertechnik“ der nunmehr zur Technischen Universität Dresden umbenannten Hochschule. Das Berufungsverfahren zog sich jedoch bis in das Jahr 1967 hin, da er nicht bereit war, sich der damaligen politischen Doktrin der SED-geführten Hochschulpolitik unterzuordnen. Letztlich überwog doch sein Fachwissen, und er wurde als einziger parteiloser Professor nach 1967 an der Technischen Universität Dresden bis zum Ende der DDR berufen. Bis 1985, dem Jahr seiner Emeritierung, leitete er den Lehrstuhl für Fördertechnik. Auch nach der Emeritierung arbeitete er weiter auf seinem Fachgebiet, insbesondere bei der Herausgabe von Fachbüchern sowie als Gast und Vortragender auf internationalen Tagungen. Eine Ehrung seines Wirkens für die Fördertechnik erhielt er 1992 von der Technischen Universität Berlin. Er war die erste Person der ehemaligen DDR, der von der TU Berlin die Ehrendoktorwürde verliehen wurde.
Martin Scheffler starb 2013 in Leipzig. Sein Grab befindet sich auf dem Auenfriedhof-Ost in Markkleeberg.

## Wissenschaftliche Arbeit
Schefflers bedeutendstes wissenschaftliches Verdienst liegt auf dem Sektor des Kranbaus. Hier trug er durch seine Untersuchungen wesentlich zur Erforschung des Verhaltens und der Dimensionierung von Brückenkranen und Verladebrücken bei. Auch der sich entwickelnden Betrachtung von Konstruktionen nach der Betriebsfestigkeit gab er wesentliche Impulse. 
Einzigartig für das Fachgebiet ist die mehrbändige Fachbuchreihe für Fördertechnik, in der er neben Anderen als Autor und Herausgeber fungierte. Ein Ziel seines Wirkens war, die bis dahin meist beschreibende Darstellung des Fachgebietes durch ein wissenschaftliches Fundament zu ersetzen. So betreute er in seiner Zeit an der TU Dresden fünfzig Doktoranden und mehr als eintausend Diplomanden, die Forschung auf den grundlegenden Gebieten der Fördertechnik theoretisch und experimentell betrieben.
Sein Verdienst ist es außerdem, die um 1870 begonnene Entwicklung des Fachgebietes Fördertechnik geschlossen betrachtet und dargestellt zu haben.

## Mitarbeit in Gremien
- Mitglied der Forschungsgemeinschaft „Industriebau“ der Deutschen Bauakademie (DDR)
- Leitung des Fachausschusses Fördertechnik der Kammer der Technik
- Mitglied des Zentralen Arbeitskreises „Fördertechnik“ des Forschungsrates der DDR
- Leitung des Zentralen Arbeitskreises „Materialfluss und Lagertechnik“ des Forschungsrates der DDR
- Mitglied der ständigen Prognosegruppe „Entwicklung der Transportsysteme“ beim Ministerrat der DDR
- Vorstand des wissenschaftlichen Beirates für Maschineningenieurwesen beim Ministerium für Hoch- und Fachschulwesen

## Nachlass
Der Nachlass von Martin Scheffler wird im Universitätsarchiv der Technischen Universität Dresden aufbewahrt.

## Publikationen (Auswahl)
- Buchreihe Fördertechnik (Grundlagen der Fördertechnik, Unstetigförderer 1, Unstetigförderer 2, Stetigförderer, Tagebaugroßgeräte und Universalbagger) VEB Verlag Technik Berlin, letzte Auflage 1988
- Buchreihe Fördermaschinen (Grundlagen der Fördertechnik, Fördermaschinen) Verlag Friedr. Viehweg & Sohn Verlagsgesellschaft mbH, Braunschweig/Wiesbaden, 1998 Fördermittel und ihre Anwendung für Transport, Umschlag, Lagerung VEB Fachbuchverlag Leipzig 1984